# Рамотшере Мойлоа (местный муниципалитет)
Рамотшере Мойлоа (Ramotshere Moiloa) — местный муниципалитет в районе Нгака Модири Молема Северо-Западной провинции (ЮАР). Административный центр — Зееруст. Муниципалитет назван в честь вождя Бахурутше боо Мойлоа, который в XX веке боролся с режимом апартеида.